# Danish Society for Education and Business
Danish Society for Education and Business (DSEB) - tidligere Foreningen til Unge Handelsmænds Uddannelse (FUHU) - er en dansk forening, der arbejder for samarbejde mellem erhvervslivet og uddannelsesinstitutionerne. 
DSEB blev grundlagt i 1880 under navnet Foreningen til Unge Handelsmænds Uddannelse med det hovedformål at uddanne butikspersonale til en karriere i Danmark og udlandet. Bag foreningen stod etatsråd Harald Fritsche og nationalbankdirektør Moritz Levy. I 1902 oprettede foreningen Købmandsskolen, og i 1908 overtog man De Brockske Handelsskoler, der samtidig skiftede navn til Niels Brocks Handelsskole. 
I 1917 oprettede foreningen Handelshøjskolen i København, der senere er blevet til Copenhagen Business School (CBS). Foreningen drev institutionen helt frem til 1965, hvor både den og Niels Brock overgik til staten. DSEB er dog stadig repræsenteret i ledelsen af begge uddannelsesinstitutioner. I 1990'erne var foreningen pionerer, idet man introducerede masteruddannelser i Danmark som efteruddannelsestilbud til erhvervsaktive. Siden er masteruddannelser udbredt til handelshøjskoler og universiteter. 
DSEB står for uddelingen af den prestigefyldte videnskabspris Tietgenprisen på 500.000 kr, der årligt tildeles en yngre forsker, der har leveret en ekstraordinær forskningsindsats inden for erhvervsrettet humaniora eller samfundsvidenskab.
Administrerende direktør for DSEB er Stina Vrang Elias.